# ÖBB-Infrastruktur
ÖBB-Infrastruktur AG (zkráceně ÖBB-Infra) je rakouský provozovatel dráhy. Patří dp holdingu Österreichische Bundesbahnen (ÖBB), který je vlastněn ze ve 100% Rakouskou republikou. Společnost se stará se o železniční stanice, výstavby a projekty na území Rakouska. Je plně financovaná vládou Rakouska. Některé tratě ÖBB-Infra jsou elektrizovány soustavou 15 kV, 16,7 Hz.